# Béarn (1927)
El Portaaviones francés Béarn fue el primer portaaviones construido en Francia, resultado de la transformación de un acorazado de la clase Normandie inacabado para respetar las cláusulas del tratado naval de Washington de 1922.

## El buque
Este buque era el último de un programa de cinco acorazados de la clase Normandie, cuya construcción fue ordenada en 1913, suspendida en agosto de 1914 para ser reiniciada en 1918 y botado en abril de 1920. En 1920 la Armada no tenía muy claro que hacer con el buque, a lo que se unió la firma del Tratado naval de Washington que ponía límites al número de acorazados con que podía contar Francia. Al igual que en otros países se decidió terminar el buque, convirtiéndolo en portaviones y no desaprovechar el buque para respetar las cláusulas del Tratado. Una delegación naval francesa en una visita a Gran Bretaña había inspeccionado el HMS Argus y aconsejó seguir el mismo camino. Entre 1921 y 1922 se realizaron pruebas con aviones usando una cubierta de vuelo transitoria. El buen resultado de éstas condujo a su conversión en portaaviones entre agosto de 1923 y mayo de 1927 y a un período de mejoras en 1935.
Los trabajos fueron bastante largos, y a su terminación la nave desplazaba casi 30 000 t a plena carga. Había conservado una parte del blindaje de origen, y gozaba de una buena protección, en particular en la cubierta de vuelo. Poseía a cambio un armamento anticuado aunque de acuerdo con los cánones de la época (infancia de la Aviación Naval embarcada e inexperiencia bélica en la táctica de portaaviones) y con una defensa antiaérea anticuada.
Contaba con un fuerte armamento artillero: ocho cañones de 155 mm alojados en sendas casamatas, dos en cada amura y otras dos en cada aleta, así como seis piezas a/a de 75 mm y ocho de 37 mm, más cuatro tubos lanzatorpedos de 550 mm. El humo de la chimenea era diluido con aire frío para evitar turbulencias en la atmósfera circundante.
En 1935 el Béarn sufrió una reforma; y posteriormente otra en 1943 en astilleros de EE. UU. S estima que la dotación aérea podía ser de 35-40 aviones, pudiendo 9 aviones operar simultáneamente en cubierta. Contaba con tres ascensores eléctricos y dos cubiertas de hangar divididas por cortinas antiincendios. Sin embargo no contaba con catapultas y sus ascensores con el tiempo resultaron ser pequeños para aviones más modernos. Dado que su velocidad máxima de 21 nudos era insuficiente para operar aviones modernos e integrarse en las escuadras de combate aliadas fue relegado a tareas de transporte de aviones. En comparación sus contemporáneos HMS Glorious y HMS Courageous de la Royal Navy podían alcanzar los 31 nudos, con una dotación de 48 aviones embarcados.
En 1938 estaba muy claro que el Bearn era anticuado y se encargaron dos portaaviones de la clase Joffre, algo solicitado desde 1931 por la Armada. Pero al comienzo de la guerra todavía el Bearn era el único portaaviones francés, pero sin cazas y sin aviones de reconocimiento adecuados.

## Dotación aérea
Su dotación aérea era de hasta 40 aparatos, de los que 9 podían operar simultáneamente[cita requerida] en la cubierta de vuelo de 183 m por 31 m, a la que se accedía por medio de tres ascensores eléctricos de distintos tamaños desde dos hangares en distintas cubiertas divididas por cortinas de amianto.
Sin embargo, su parque aéreo no estaba a la altura de otras naciones con portaaviones. Los intentos franceses de dotar al Bearn con un eficaz grupo aéreo  no tuvieron éxito. Su ala embarcada estaba compuesta al principio de cazas Wibault 74, Gourdou-Leseurre LGL-32 y torpederos Levasseur PL.4 . A partir de 1937 se modernizó con cazas monoplanos Dewoitine D.376 y torpederos Levasseur PL.7 y de reconocimiento Levasseur PL.10. Ante la inminencia de la guerra y la falta de aviones modernos la Aéronautique Navale, mientras tanto se reequipó con aviones terrestres, cazas Dewoitine D.520 , cazas pesados Potez 631 y bombarderos en picado Loire-Nieuport LN.401.
Poco antes de estallar Segunda Guerra Mundial, el gobierno francés encargó veinte bombarderos en picado, Vought V-156F similares a los la U.S. Navy pero con equipos franceses, encargando otros 20 en mayo de 1939. Los primeros V-156F fueron completados en junio de 1939, y en julio eran descargados en el puerto de Le Havre. Allí fueron inspeccionados y transportados al aeropuerto de Orly, París para ser armados y puestos en servicio. El 6 de agosto el V-156-F realiza su primer vuelo en cielos franceses. En septiembre había 34 de estas máquinas en servicio. Las restantes fueron enviadas a Canadá para evitar que fueran embargados bajo las disposiciones de las leyes de neutralidad norteamericanas. La Escuadrilla AB1 a bordo del portaaviones fue la primera en volar los V-156-F. Al comenzar las hostilidades, el portaaviones fue declarado obsoleto y sus aviones transferidos a bases navales en tierra.
En cuanto a cazas en febrero de 1939 el Dewoitine D.376 reemplazó a los Wibault Wib.72, aunque no significaron una gran mejora. En 1940 Francia encargó 24 cazas embarcados G.36A para la Aeronautique Navale, eran básicamente aviones Grumman F4F-3 con algunos equipos franceses. Debido a la urgencia la US Navy cedió doce aparatos para que Francia contara cuanto antes con los aviones. Los aviones que llegaron a Francia operaron desde tierra y fueron destruidos, y los restantes G.36A ordenados acabaron siendo transferidos a la Royal Navy.

## Historial
En octubre de 1939 formó parte del "Grupo L" de caza de incursores de superficie en el área de Brest conjuntamente con el acorazado Dunkerque y tres cruceros franceses. Su única patrulla de combate tuvo lugar durante las primeras semanas de la guerra, participando en la búsqueda del acorazado de bolsillo alemán Graf Spee. Las conocidas carencias del barco ya nose podían ignorar y se dejó de usarlo como portaaviones. En septiembre de 1939 partió hacia EE. UU., transportando las reservas de oro francesas. Tras este viaje fue destinado al Mediterráneo, donde comenzó a operar su reconstruido grupo aéreo. 
En junio de 1940 los bombarderos V-156F, los únicos aviones modernos que embarcaba, fueron enviados a enfrentar la invasión alemana, pese a que los pilotos navales no habían sido entrenado en misiones de ataque a tierra. Durante el avance alemán sobre el norte de Francia los bombarderos en picado de su dotación fueron empleados para atacar las columnas blindadas enemigas, si bien desde bases en tierra. Tres aviones fueron derribados por la Luftwaffe y un cuarto por los antiaéreos. Los supervivientes se retiraron y una media docena fueron destruidos en tierra. Los supervivientes volaron a Córcega, donde fueron abandonados. 
Mientras Francia era atacada el buque transportó más reservas de oro a Canadá, donde embarcó 15 cazas Curtiss H-75A-4, 25 aviones Stinson 105 y 6 Brewster Buffalo para Bélgica, además de 44 bombarderos en picado excedentes de la US Navy. El portaaviones partió hacia Brest el 16 de junio desde Halifax. A mitad de camino, se le ordenó desviarse a Martinica, ya que los puertos franceses del Atlántico habían caído en manos alemanas. Así que el Bearn escapó a Fort de France en la Isla Martinica con su cargamento de aviones, junto con el crucero ligero Emile Bertin y el crucero-escuela Jeanne D'Arc que estaba en la isla de Guadalupe. Los buques quedaron bajo el control del gobernador de la Martinica que se mantenía fiel al Gobierno de Vichy. El almirante Georges Robert, el marino de más alta graduación, acordó con la Royal Navy que el Bearn se matedría neutral a cambio de que los británicos no atacaran la isla de Martinica.
En mayo de 1942, cediendo a presiones de los Estados Unidos, el Béarn y los dos cruceros fueron desarmados. Los aviones fueron descargados, pero en el húmedo clima caribeño quedaron inutilizables en poco tiempo. En julio de 1943 el gobernador de la isla cedió sus poderes y los barcos pasaron a depender de las fuerzas del general De Gaulle. Fue reequipado con armamento de origen norteamericano en Nueva Orleáns, pero su baja velocidad (21,5 nudos) le impedía por completo poder actuar como portaaviones de escuadra y en consecuencia, se optó por dedicarlo exclusivamente al papel de transporte de aviones. La artillería originaría fue desmontada y en su lugar se le instalaron 4 piezas AA de 127 mm/38 americanas, 24 cañones automáticos AA Bofors 40 mm en montajes cuádruples y otros 26 AA de 20 mm en afustes simples. La cubierta de vuelo fue recortada por la proa para mejorar la estabilidad del barco y por no ser necesaria para el despegue de aviones, así como para abrir nuevos campos de tiro proeles a la defensa AA, y se le instaló un radar. Siguiendo su mala suerte el buque no realizaría su primera misión hasta marzo de 1945, cuando navegó a Nueva York para recibir su primera carga de aviones. 
Tras la guerra fue remodelado reparado en Francia durante el verano de 1945, y destinado a operar en Indochina. Zarpó rumbo a Indochina en octubre de 1945 con una carga de aviones, repuestos y suministros. En Indochina hasta junio de 1946 el buque estuvo apoyando tanto a los aviones como a las reparaciones de barcos. También operó como cuartel flotante. Al volver a Francia en julio de 1946 estaba claro que no volvería a ser un portaaviones, y como buque de transporte de aviones era viejo y caro. El 1 de octubre de 1946 fue retirado de servicio. 
 Pasó el resto de su carrera en Toulon donde fue destinado buque-escuela, y luego buque nodriza de submarinos hasta 1966. En 1966, con cuarteles suficientes construidos la necesidad de seguir empleando al Bearn desapareció. Fue oficialmente retirado de servicio el 21 de marzo de 1967 y vendido para desguace.